# Iwan Bojko
Iwan Nykyforowycz Bojko (ukr. Іван Никифорович Бойко, ros. Ива́н Ники́форович Бо́йко, ur. 11 listopada?/24 listopada 1910 we wsi Żornyszcze, zm. 12 maja 1975 w Kijowie) – radziecki pułkownik, dwukrotny Bohater Związku Radzieckiego (1944).

## Życiorys
Urodził się w ukraińskiej rodzinie chłopskiej. Pracował jako robotnik rolny, w 1927 skończył szkołę, później uczył się w technikum medycznym w Winnicy. We wrześniu 1930 wstąpił do Armii Czerwonej, ukończył szkołę pułkową w Odeskim Okręgu Wojskowym, służył w pułku kawalerii Kijowskiego Okręgu Wojskowego, w 1935 skończył Uljanowską Szkołę Wojsk Pancernych i został dowódcą plutonu w Naro-Fominsku. Od 1937 służył w Zabajkalskim Okręgu Wojskowym, w 1939 brał udział w bitwie nad Chałchin-Goł, od 1940 należał do WKP(b), w 1941 został przeniesiony do Zachodniego Specjalnego Okręgu Wojskowego. 
Po ataku Niemiec na ZSRR walczył jako zastępca dowódcy batalionu i wkrótce dowódca batalionu czołgów na Froncie Centralnym i Froncie Zachodnim, w listopadzie 1941 został ranny. Latem 1942 walczył na Froncie Woroneskim, we wrześniu 1942 został dowódcą pułku czołgów, latem 1943 uczestniczył w bitwie pod Kurskiem, w sierpniu 1943 został ciężko ranny. 28 grudnia 1943 dowodzony przez niego pułku zajął Koziatyn.
1 lutego 1944 objął dowództwo 64 Gwardyjskiej Brygady Pancernej 1 Frontu Ukraińskiego, na czele której zajął m.in. Nowosielicę i Czerniowce, później brał udział w operacji humańsko-botoszańskiej, lwowsko-sandomierskiej i berlińskiej. 2 sierpnia 1944 otrzymał stopień pułkownika.
Po wojnie był dowódcą pułku czołgów i zastępcą dowódcy korpusu, w 1952 został zastępcą dowódcy dywizji, we wrześniu 1956 został zwolniony do rezerwy.

## Odznaczenia
- Złota Gwiazda Bohatera Związku Radzieckiego (dwukrotnie - 10 stycznia 1944[1] i 26 kwietnia 1944)
- Order Lenina (dwukrotnie)
- Order Czerwonego Sztandaru (trzykrotnie, m.in. w 1942)
- Order Suworowa II klasy (1945)
- Order Bohdana Chmielnickiego II klasy (25 sierpnia 1944)
- Order Wojny Ojczyźnianej I klasy (1943)
- Order Czerwonej Gwiazdy
- Medal „Za zwycięstwo nad Niemcami w Wielkiej Wojnie Ojczyźnianej 1941–1945”
- Medal „Za wyzwolenie Warszawy”
- Krzyż Walecznych (Polska Ludowa)